# Вали Фолс (Канзас)
Вали Фолс (енгл. Valley Falls) град је у америчкој савезној држави Канзас.

## Демографија
По попису из 2010. године број становника је 1.192, што је 62 (-4,9%) становника мање него 2000. године.
| Група             | 2000.         | 2010.         |
| Белци             | 1.210 (96,5%) | 1.130 (94,8%) |
| Афроамериканци    | 9 (0,7%)      | 25 (2,1%)     |
| Азијати           | 5 (0,4%)      | 1 (0,1%)      |
| Хиспаноамериканци | 8 (0,6%)      | 21 (1,8%)     |
| Укупно            | 1.254         | 1.192         |